# エリオ・ヴェルデ
エリオ・ヴェルデ（イタリア語: Elio Verde、1987年9月10日 - ）はイタリアのカゼルタ出身の男子柔道家。2009年の世界柔道選手権大会銅メダリスト。身長165cm。

## 概要
2009年の世界柔道選手権大会では北京オリンピック銀メダリストのルートウィヒ・パイシャーを破り銅メダルを獲得。
2012年のロンドンオリンピックでは、準決勝で平岡拓晃（日本）に一本負けすると、3位決定戦ではフェリペ・キタダイ（ブラジル）に優勢負けして5位にとどまり、メダルを獲得できなかった。

## 主な戦績
60kg級での戦績
- 2006年 - 世界ジュニア　7位
- 2007年 - 嘉納杯　2位
- 2008年 - オランダ国際　優勝
- 2008年 - U23ヨーロッパ選手権　2位
- 2009年 - ワールドカップ・ワルシャワ　優勝
- 2009年 - 地中海競技大会　優勝
- 2009年 - 世界選手権　3位
- 2010年 - ワールドカップ・プラハ　優勝
- 2010年 - ヨーロッパ選手権　3位
- 2010年 - グランドスラム・リオデジャネイロ　2位
- 2010年 - グランドスラム・モスクワ　3位
- 2010年 - 世界選手権　5位
- 2010年 - グランプリ・ロッテルダム　3位
- 2011年 - グランプリ・デュッセルドルフ　3位
- 2011年 - ヨーロッパ選手権　3位
- 2011年 - グランドスラム・リオデジャネイロ　2位
- 2012年 - ロンドンオリンピック　5位

66kg級での戦績
- 2014年 - ヨーロッパオープン・プラハ　優勝
- 2015年 - 世界選手権 7位
- 2016年 -　グランプリ・ハバナ　3位

(出典、JudoInside.com)。